# Command & Conquer: Red Alert 3
Command & Conquer: Red Alert 3 è il terzo capitolo della serie di videogiochi strategici in tempo reale Red Alert, ambientato nel mondo di Command & Conquer.
Annunciato il 14 febbraio 2008, è uscito in versione Microsoft Windows il 28 ottobre negli Stati Uniti e il 31 in Europa, la versione Xbox 360 è uscita il 14 novembre negli Stati Uniti e l'11 novembre in Europa, mentre la versione PlayStation 3  è uscita il 27 marzo 2009.
Come nei precedenti capitoli, il gioco è ambientato in un universo parallelo nel quale esistono l'Unione Sovietica, gli Alleati e una terza fazione, novità del gioco, derivata dall'impero nipponico, chiamata "Empire of the Rising Sun", o, in italiano, Impero del Sol Levante.

## Trama del gioco
Con gli Alleati alle porte del Cremlino, il generale Krukov e l'alto ufficiale russo Cherdenko, in preda alla disperazione, decidono di sfruttare un'arma top secret: la macchina del tempo sovietica. I due vogliono usarla per eliminare Albert Einstein, che aveva fornito agli alleati la tecnologia per sviluppare le armi atomiche e quindi prevalere, e si ritrovano così nel 1927, al quinto Congresso Solvay, in cui Einstein espone la sua teoria della relatività. Cherdenko uccide Einstein, modificando così il futuro: senza l'atomica gli Alleati non sono riusciti a sopraffare i sovietici, che sono invece usciti vittoriosi dalla guerra.
Ma in questa linea temporale alternativa, in cui Cherdenko scopre di essere lui il premier, il Giappone, senza più gli Alleati a contrastarlo, inizia a espandersi, diventando il potente Impero del Sol Levante , e l'idolatrato imperatore Yoshiro sceglie di sferrare il suo attacco finale, che minaccia di spazzare via sia le forze sovietiche sia quelle alleate rimaste; Krukov e Cherdenko iniziano a dubitare della loro scelta, non potendo utilizzare armi nucleari (che non erano state scoperte, a causa proprio della morte di Einstein). Inizia dunque un sanguinosissimo conflitto tra le tre superpotenze, che in ogni campagna segue un andamento diverso. Nel seguito "Uprising" la guerra si conclude con la vittoria alleata.

## Fazioni

### Sovietici
I sovietici costruiscono direttamente sul campo, sbloccano le tecnologie tramite l'edificio Battle Lab, e per garantire molta energia hanno a disposizione il Super-reattore, che però è instabile. Animati dalla forza del loro ideale comunista combattono per liberare il mondo dalla dittatura del capitalismo. Schierano forze di fanteria massicce, poco addestrate ma piene di entusiasmo come le reclute o i letali Tesla troopers, capaci di lanciare fulmini; posseggono delle unita corazzate terrestri senza rivali come il potente carro armato Apocalypse, navali come la corazzata lanciamissili Dreadnought, e aeree come il massiccio dirigibile Kirov o l'elicottero Twinblade, che funziona anche da trasporto aereo per fanteria e veicoli. Hanno anche a disposizione due "super-armi", che usano in casi di estrema necessità:
- Cortina di ferro: genera intorno a sé un campo di forza invulnerabile agli attacchi esterni, in grado di proteggere le unità meccanizzate che contiene, per un breve periodo di tempo. Le unità a piedi presenti all'interno, invece, rimangono uccise all'istante, e l'unico modo di tenerle al sicuro nella cortina è farle salire su veicoli da trasporto come il Bullfrog.
- Implosore di vuoto: può lanciare un missile speciale che, una volta colpito il bersaglio, genera un piccolo buco nero artificiale, causando una violentissima implosione, in grado di risucchiare e distruggere tutto quello che si trova nella zona di impatto, persino gli aerei.

### Alleati
Gli Alleati dispongono di una megastruttura, il Cantiere, in cui gli edifici prefabbricati vengono prodotti, per poi essere assemblati istantaneamente sul campo una volta terminata la loro produzione, in modo da non permettere che subiscano danni durante il processo di allestimento finale. Animati dallo spirito che porta il nuovo presidente americano, combattono per tentare di riconquistare il potere strappato loro dall'Unione Sovietica, assistiti dalla ditta Futuretech, che fornisce loro mezzi tecnologicamente più avanzati delle altre due fazioni. Oltre a truppe terrestri formidabili come peacekeeper e lanciamissili, e di una flotta risolutiva, gli Alleati schierano un'aeronautica molto fornita e potente, formata da unità come i bombardieri Vindicator e Century Bomber, il caccia Apollo o il Crioelicottero, capace di congelare i nemici rendendoli vulnerabili (ma non è in grado di ucciderli).
Le loro "super-armi" sono:
- Cronosfera: questo dispositivo, capace di deformare lo spazio-tempo, è in grado di teletrasportare istantaneamente le unità da un punto all'altro del campo di battaglia, ma è letale per la fanteria (anche nemica) che si trovi nel suo raggio d'azione. Per far sì che anche la fanteria possa attraversare la Cronosfera, è necessario farla salire all'interno di mezzi in grado di trasportare soldati, come gli autoblindo IFV multiarma o gli hovercraft Riptide-ACV. Se usato in modo saggio, il dispositivo è anche in grado di contrastare efficacemente le super-armi antagoniste.
- Collisore protonico: è un cannone che spara una serie di fasci di antiprotoni, in grado di annichilare il bersaglio all'istante: in questo modo è possibile radere al suolo intere basi. Gli alleati ricorrono al collisore come "extrema ratio", cioè come arma della resa dei conti.

### Impero del Sol Levante
L'Impero del Sol Levante ha a disposizione le nanotecnologie, e usa un metodo di costruzione combinato: nel Cantiere gli edifici vengono costruiti sotto forma di Nano-nuclei, ossia di droni robotici (piuttosto vulnerabili) in grado di spostarsi sul terreno a piacimento, e una volta raggiunto il punto desiderato, il veicolo si espande fino a trasformarsi lentamente nell'edificio corrispondente. Nonostante debba usare i nano-nuclei per costruire gli edifici, l'Impero ha il vantaggio di poter costruire dovunque, a differenza delle altre due fazioni, che possono costruire nuovi edifici solo in prossimità di un cantiere o un avamposto.
L'Impero non possiede una flotta aerea classica, ma alcune delle unità meccanizzate di cui dispone sono in grado di trasformarsi in velivoli:
- Il robot pilotato Tengu Mech diventa il velocissimo caccia a reazione Tengu Jet;
- Il camminatore antiaereo Striker-VX diventa l'elicottero lanciamissili Chopper-VX;
- Il sommergibile Sea-Wing diventa l'aereo Sky-Wing, armato di cannoni al plasma.

Le forze dell'impero cercano di seguire gli insegnamenti dell'Imperatore, che tende a mirare i suoi attacchi al lato emotivo e affettivo dei due nemici. La fanteria dell'Impero non è molto potente, fatta eccezione per il commando psionico Yuriko Omega e per le Rocket Angel, unità di fanteria volanti armate di razzi. L'impero del Sol Levante dispone di alcune unità terrestri abbastanza forti (come il Re Oni e l'Artiglieria a Forza d'Onda) e di una flotta potente, ma ha unità poco versatili se usate da sole: ad esempio lo Striker-VX è in grado di abbattere mezzi aerei ma non terrestri, mentre per il Chopper-VX vale l'opposto.
Le loro "super-armi" sono:
- Alveare del nano-sciame: crea intorno a sé un impenetrabile scudo, costituito da nano-macchine, che impedisce a qualsiasi cosa di entrare o uscire dal suo raggio d'azione. Può essere quindi usato per proteggere le proprie unità dagli attacchi nemici per breve tempo; quando è attivo, è invulnerabile anche alle super-armi più potenti. Rende però impossibile, per le unità che contiene, effettuare contrattacchi diretti verso le unità all'esterno dello scudo.
- Killer psionico: è un generatore di tempeste psioniche, in grado di infliggere pesantissimi danni alle strutture presenti nell'area bersaglio; genera inoltre un impulso elettromagnetico, che disattiva istantaneamente gli armamenti.

## Altre novità nel gioco
Un'altra novità è caratterizzata dal sistema dei "punti-sicurezza", che si accumulano distruggendo unità e/o edifici nemici.
L'acquisizione di punti-sicurezza permette di usare delle tecnologie speciali, chiamate "protocolli top-secret", che permettono al giocatore che le usa di espandersi più rapidamente e rallentare l'avanzata dei nemici, e mette a disposizione degli attacchi speciali.
Un protocollo top-secret, tuttavia, una volta utilizzato ha bisogno di tempo per tornare disponibile.

## Livelli di difficoltà
Il gioco prevede quattro livelli di difficoltà, che sono:
- Facile: Per i principianti o per chi non ha familiarità con i giochi di strategia.
- Medio: Per chi ha già familiarità con i giochi di strategia e/o con quelli della saga.
- Difficile: Per chi è già esperto dei giochi di strategia o della saga.
- Brutale: Questo livello, il più arduo di tutti, si può usare solo nella modalità Scontro.

## Personaggi
Anche in questo terzo capitolo della saga sono presenti dei filmati girati con attori in carne ed ossa prima dell'inizio di ogni missione. Questa volta però il cast è molto più "ricco": per le forze Alleate ci sono J.K. Simmons nel ruolo del Presidente degli Stati Uniti, Jonathan Pryce come Comandante Supremo delle forze Alleate, Jenny McCarthy interpreta invece l'agente segreto Tanya (in Red Alert 2 il ruolo era stato di Kari Wuhrer). C'è anche un'apparizione di David Hasselhoff nel ruolo del vicepresidente degli Stati Uniti d'America.
Per quanto riguarda le forze sovietiche Tim Curry interpreta il premier Anatolj Cherdenko mentre Gina Carano è il cecchino Natasha (la risposta sovietica alla Tanya in forza agli alleati).
Infine, nell'Impero del Sol Levante, il ruolo del Divino Imperatore Yoshiro è stato affidato a George Takei.

### Cast ed interpreti principali

#### Alleati
- Presidente Howard T. Ackerman: J. K. Simmons
- Tenente Eva McKenna: Gemma Atkinson
- Agente Speciale Tanya Adams: Jenny McCarthy
- Feldmaresciallo Robert Bingham: Jonathan Pryce
- Comandante Lisette Hanley: Autumn Reeser
- Comandante Giles Price: Greg Ellis
- Comandante Warren Fuller: Randy Couture

#### Sovietici
- Premier Anatoly Cherdenko: Tim Curry
- Ufficiale Dasha Fedorovich: Ivana Miličević
- Agente Speciale Natasha Volkova: Gina Carano
- Generale Nikolai Krukov: Andrew Divoff
- Comandante Zhana Agonskaya: Vanessa Branch
- Comandante Nicolai Moskvin: Gene Farber
- Comandante Oleg Vodnik: Dimitri Diatchenko
- Dott. Gregor Zelinsky: Peter Stormare

#### Impero del Sol Levante
- Imperatore Yoshiro: George Takei
- Ufficiale Suki Toyama: Kelly Hu
- Agente Speciale Yuriko "Omega" Matsui: Julia Ling
- Principe Ereditario Tatsu: Ron Yuan
- Comandante Naomi Shirada: Lydia Look
- Comandante Kenji Tenzai: Jack Yang
- Comandante Shinzo Nagama: Bruce Locke

## Uprising
Prima espansione del gioco che non presenta più la modalità di gioco Campagna Multiplayer, ma che si presenta con quattro nuove campagne per giocatore singolo. I motivi che giustificano la scomparsa dell'opzione cooperativa vanno ricercati nella struttura narrativa di questo nuovo capitolo: le nuove missioni sono strutturate per andare a fondo nella storia di ogni singola fazione, proponendo infatti nuovi sviluppi e nuove unità, la cui realizzazione, però, è stata improntata a canoni più "standard".
Ogni fazione viene arricchita quindi da una nuova campagna, che si pone come punto di sviluppo degli eventi dopo la vittoria del precedente conflitto da parte degli Alleati. Durante queste missioni vengono messe in mostra nuove unità particolarmente potenti, come:
- la mastodontica Giga Fortress dell'impero del Sol Levante, dotata di potentissimi cannoni in grado di polverizzare in un sol colpo anche i veicoli più grandi;
- il soldato Desolator sovietico, che spara tossine, che corrodono i carri armati e uccidono all'istante la fanteria;
- il bombardiere alleato Harbinger Gunship, con a bordo un collisore protonico, che può decimare intere armate in un batter d'occhio.

Altra interessante novità è la quarta mini-campagna, che segue un percorso diverso dalle altre, incentrandosi totalmente su Yuriko Omega, la micidiale eroina con poteri psionici del Sol Levante, protagonista di una serie di missioni che ne ripercorrono la storia.
A tutto questo si aggiunge poi una nuova modalità di gioco, chiamata "Commander's Challenge", grazie alla quale i giocatori potranno affrontare una serie di 50 schemi di gioco sfidando generali di volta in volta differenti, ognuno dotato di una propria e unica strategia. Ogni livello ha una propria peculiarità, e richiede di volta in volta gli accorgimenti giusti per poter essere completato senza che il nemico annienti il giocatore. All'inizio saranno disponibili solo unità, quelle di base, e dopo ogni missione completata si potrà disporre di una nuova unità "sottratta" al generale sconfitto.
Inoltre, nei filmati visibili nell'espansione appaiono: per gli Alleati Malcolm McDowell nel ruolo del Presidente dell'Unione Europea, Holly Valance nel ruolo della giornalista Brenda Snow e Ric Flair nel ruolo del comandante Hill; nei sovietici c'è l'apparizione dell'attrice israeliana Moran Atias, che interpreta il comandante ungherese Vera Belova.